# Христо Юрданов
 Тази статия е за военния деец.  За химика и стопански деец, вижте Христо Йорданов (химик).  
Христо Юрданов Юрданов е български офицер (полковник), участник във войните за обединение на нацията, командир на 7-и пехотен преславски полк през Балканската война (1912 – 1913) и на 2-ра бригада от 7-а пехотна рилска дивизия през Междусъюзническата война (1913).

## Биография
Христо Юрданов е роден на 14 август 1864 година в Котел. Възпитаник е на Болградската гимназия. След Освобождението кандидатства и е приет във Военното училище в София. Завършва с петия випуск през 1884 г. и е произведен в чин подпоручик.

### Сръбско-българска война (1885)
През Сръбско-българската война (1885) командва Кюстендилската опълченска дружина и взема участие във войната още от първия ден, като води боеве при с. Плоча на 2 ноември, където бива ранен. Към 8 декември дружината е в състава на Изворския отряд и наброява около 700 души.

### Балкански войни (1912 – 1913)
През Балканската война (1912 – 1913) полковник Юрданов командва 7-и пехотен преславски полк, който влиза в състава 1-ва бригада от 4-та пехотна преславска дивизия. Сражава се при Караагач (15 – 20 октомври) и участва в атаката на Чаталджанската позиция (4 – 5 ноември) където спасява полковото знаме. След войната получава орден „За храброст“ III степен.
По време на Междусъюзническата война (1913) е командир на 2-ра бригада от 7-а пехотна рилска дивизия с която води военни действия в Сърбия.
Полковник Христо Юрданов умира на 17 ноември 1924 г. в София.

## Награди
- Орден „За храброст“ III степен